# Salus
Salus era la divinità della salute nella religione romana. Era la personificazione dello stare bene (salute e prosperità), sia come individuo, sia come Res publica. Era equiparabile alla divinità greca di Igea, benché avesse funzioni differenti.

## Evoluzione
Questa divinità, con il tempo, andò a identificarsi nella religione romana come Valetudo, protettrice della salute personale, derivante dalla divinità greca di Igea. Benché fosse considerata una divinità minore, come la Salus Publica Populi Romani, ebbe un suo proprio tempio alla stessa dedicato, sul colle del Quirinale (inaugurato nel 302 a.C.). Successivamente divenne più di una semplice protettrice della salute personale, e attorno al 180 a.C. ebbero inizio dei primi sacrifici, in onore non solo del dio Apollo o di Esculapio ma anche della Salus. Esisteva, inoltre, una statua della Salus nel tempio della Concordia a Roma, che qui venne posta nell'11 a.C. per volere di Augusto.

## Rappresentazione
La Salus era spesso rappresentata seduta con le gambe incrociate (posizione comune anche alla dea Securitas) ed il gomito appoggiato sul bracciolo di un trono. Spesso, la mano destra teneva una patera (piatto fondo usato nelle cerimonie religiose) per alimentare un serpente, che era avvolto intorno ad un altare. Il serpente si alzava e bagnava la testa fino alla patera. Ogni tanto la sua mano era aperta e vuota, facendo un gesto. A volte il serpente dirigeva il suo sguardo insieme alla dea Salus. A volte non c'era l'altare, ed il serpente era, quindi, avvolto attorno al braccio del suo trono.
Occasionalmente la Salus aveva una verga nella mano sinistra, con un serpente attorcigliato intorno ad esso; a volte la mano destra sollevava una figura più piccola femminile. Più tardi, la Salus fu rappresentata in piedi, che dava da mangiare al serpente. Questa divenne la posa più comune nel periodo imperiale: Salus in piedi che afferra saldamente il serpente sotto il braccio, orientandolo verso il cibo che porge su un piatto nell'altra mano. Raramente, Salus è rappresentata con un timone nella mano sinistra (indica il suo ruolo nel guidare l'imperatore attraverso una vita sana). Questo in realtà, apparteneva alla dea Fortuna.
| La dea Salus nella monetazione imperiale romana | La dea Salus nella monetazione imperiale romana | La dea Salus nella monetazione imperiale romana                                  | La dea Salus nella monetazione imperiale romana | La dea Salus nella monetazione imperiale romana | La dea Salus nella monetazione imperiale romana | La dea Salus nella monetazione imperiale romana   |
| Immagine                                        | Valore                                          | Dritto                                                                           | Rovescio | Datazione                                       | Peso; diametro                                  | Catalogazione                                     |
| ----------------------------------------------- | ----------------------------------------------- | -------------------------------------------------------------------------------- | --- | ----------------------------------------------- | ----------------------------------------------- | ------------------------------------------------- |
|                                                 | sesterzio                                       | MAXIMINVS PIVS AVG GERM, testa verso destra con alloro, drappeggio sulle spalle; | SALUS AUGUSTI, la dea Salus seduta verso sinistra, tiene una patera dalla quale un serpente si nutre, alzandosi da un altare alla sinistra; S(enatus) C(consultum) in esergo. | 236 (zecca di Roma antica, 3ª emissione)        | 30 mm, 21.53 gr, 12 h;                          | RIC Maximinus Trax, IV 85; BMCRE 175-6; Banti 24. |